# Antonín Žalský
Antonín Žalský (* 7. srpna 1980 Jilemnice) je český atlet, vrhač. Jde o dvojnásobného olympijského účastníka a koulaře, který řadu let atakuje 20m hranici.

## Sportovní kariéra
Specialista na vrch z otočky na sebe poprvé upozornil v olympijském roce 2004. To jaro poprvé přehodil 20m hranici. Na jeho konci na memoriálu Ludvíka Daňka v Turnově hodil výborných 20,71m a potvrdil si místenku na olympijské hry do Atén. V Aténách měli koulaři privilegium startovat na antickém stadionu v Olympii a to byl jediný silný zážitek, který si z her odnesl. V kvalifikaci o několik centimetrů přehodil 19m hranici a do finále nepostoupil.
V dalších dvou letech, kvůli zdravotním problémům 20m nepřehodil. Musel tak oželet účast na velkých podnicích.
V roce 2007 se kvalifikoval na mistrovství světa do Osaka, kde mu nesedlo extrémně horké počasí a s výkonem pod 19m (18,50m) na finále pomýšlet nemohl.
V olympijském roce 2008 splnil B limit na olympijské hry do Pekingu, ale na hry necestoval. V sezóně předvedl lepší výkon jeho rival Petr Stehlík.
V roce 2009 poprvé po 5 letech přehodil 20m hranici (20,11m), ale na mistrovství světa v Berlíně formu nenačasoval. Za průměrných 19,77m do finále nepostoupil.
Rok 2010 byl pro něho úspěšný. V sezóně hodil 20,53m a na mistrovství Evropy v Barceloně obsadil 8. místo za výkon 20,01m.
V roce 2011 sice přehodil hned v úvodu 20m hranici (20,27), ale A limit na mistrovství světa do Tegu byl ten rok nastavený poměrně vysoko. Aby mohl odcestovat, musel hodit minimálně ještě jednou za 20m a to se mu nepodařilo.
V olympijském roce 2012 se výkonem 20,38m kvalifikoval na olympijské hry do Londýna a mistrovství Evropy do Helsinek. V skoro zimním počasí v Helsinkách podstoupil z kvalifikace a ve finále výkonem 19,94 m obsadil 6. místo. Na olympijských hrách po výkonu 19,62 m do finále nepostoupil.
V roce 2013 se výkonem 20,28 kvalifikoval na Mistrovství světa v atletice v Moskvě.

## Zajímavosti
Rok co rok vynechává halovou sezónu. Naplno se věnuje práci řemeslníka ve Víchové nad Jizerou.
Nesvědčí mu letní vedra. Pokud by se velké podniky konaly v květnu tak by jistě útočil na jednu z medailí. Na přelomu jara a léta totiž pravidelně vrhá za 20m.
Jeho doplňkovou disciplínou je hod diskem, kde se řadí mezi diskaře atakující 60m hranici. Ta mu však odolává. Osobní rekord má 59,50 m.

## Osobní rekordy

### Venku
- 20,71m (23.05.2004)